# Društvo geografkinja
Društvo geografkinja osnovano je 1925. godine u vrijeme kada su žene bile isključene iz članstva u većini profesionalnih organizacija kao što je Explorers Club koji nije prihvaćao žene sve do 1981.
Društvo su organizirale četiri prijateljice Gertrude Emerson Sen, Marguerite Harrison, Blair Niles i Gertrude Mathews Shelby kako bi okupile žene zainteresirane za geografiju, istraživanje svijeta, antropologiju i srodna polja. Članstvo je bilo ograničeno na žene koje su "učinile osobito djelo čime su pridonijele svjetskoj riznici znanja o zemljama za koje su se specijalizirale, te publicirale u časopisima ili u knjižnom obliku zapis svoga rada."
Među njegovim osnivačima bila je Harriet Chalmers Adams, prva predsjednica društva od prosinca 1925. koja je na tom položaju ostala sve do 1933. Društvo je 1930. godine dodijelilo svoju prvu medalju Ameliji Earhart. Među istaknutim članicama bile su Eleanor Roosevelt, fotografkinja Margaret Bourke-White, književnica Fannie Hurst, povjesničarka Mary Ritter Beard, alpinistica Annie Peck i antropologinja Margaret Mead kojoj je uručena Zlatna medalja 1942. godine.
Društvo se nalazi u Washingtonu, D.C. te trenutačno broji otprilike 500 članova. Grupe su locirane u New Yorku, Chicagu, Los Angelesu, San Franciscu i Floridi.

## Više informacija
- Ingeborg de Beausacq
- Ernestine Evans
- Edith Ronne

## Vanjske poveznice
- Društvo geografkinja